# اچ‌ام‌سی‌اس یوکان (دی‌دی‌ئی ۲۶۳)

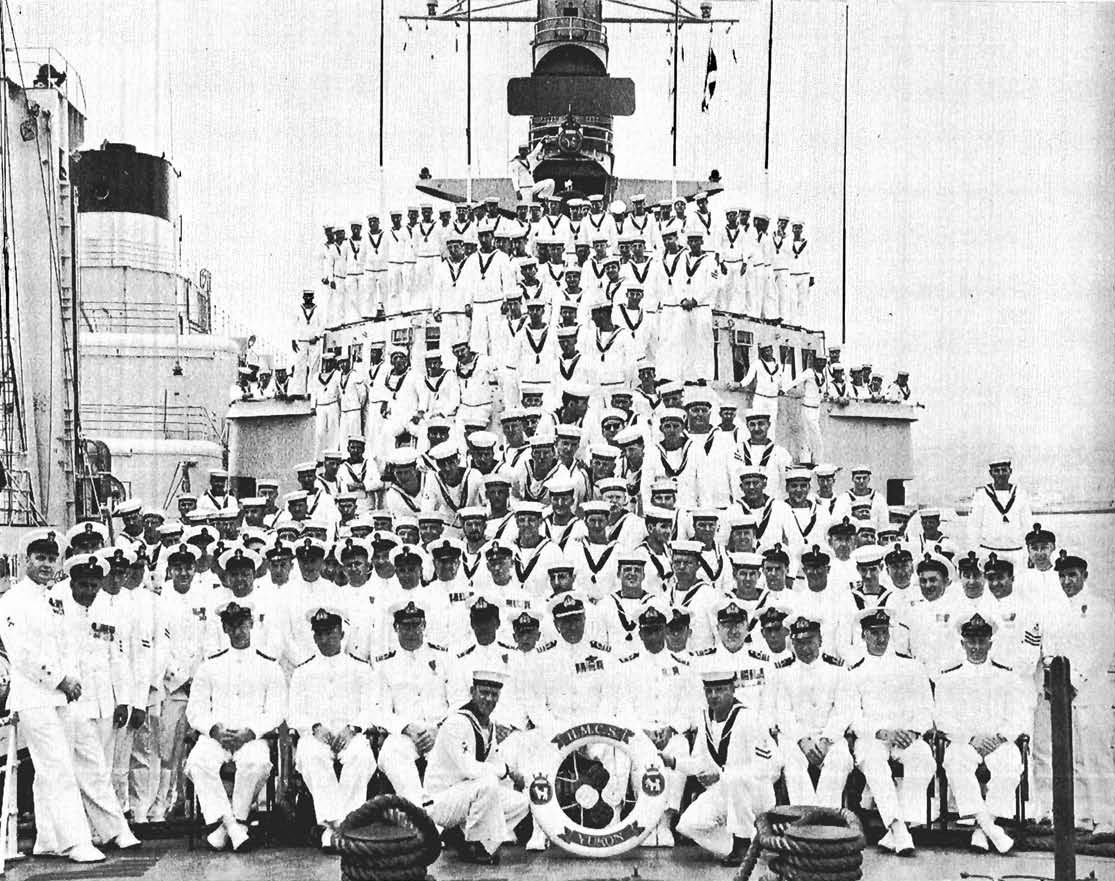
اچ‌ام‌سی‌اس یوکان (دی‌دی‌ئی ۲۶۳)

اچ‌ام‌سی‌اس یوکان (دی‌دی‌ئی ۲۶۳) (به انگلیسی: HMCS Yukon (DDE 263)) یک کشتی است که طول آن ۳۶۶ فوت (۱۱۱٫۶ متر) می‌باشد. این کشتی در سال ۱۹۶۱ ساخته شد.